# Yuriy Trambovetskiy
Yuriy Trambovetskiy (né le 27 juin 1987) est un athlète russe, spécialiste du 400 mètres. 

## Biographie
Lors des championnats d'Europe en salle 2013, Yuriy Trambovetskiy remporte la médaille d'argent sur 4 × 400 mètres, associé à Pavel Trenikhin, Konstantin Svechkar et Vladimir Krasnov. Le relais russe s'incline face aux Britanniques.

### Palmarès
| Date | Compétition                    | Lieu     | Résultat | Épreuve   | Performance   |
| ---- | ------------------------------ | -------- | -------- | --------- | ------------- |
| 2013 | Championnats d'Europe en salle | Göteborg | 2e       | 4 × 400 m | 3 min 06 s 96 |

### Records
| Épreuve    | Épreuve      | Performance | Lieu        | Date            |
| ---------- | ------------ | ----------- | ----------- | --------------- |
| 400 mètres | En plein air | 46 s 24     | Tcheboksary | 22 juillet 2011 |
| 400 mètres | En salle     | 47 s 36     | Moscou      | 16 février 2011 |